# Pierce-Hichborn House
Das Pierce-Hichborn House (vollständig Moses Pierce-Hichborn House) ist ein 1711 errichtetes Gebäude im Bostoner Stadtteil North End im Bundesstaat Massachusetts der Vereinigten Staaten. Es wurde 1968 als National Historic Landmark in das National Register of Historic Places eingetragen und wird heute von der Paul Revere Memorial Association als Museum betrieben. Auf dem Grundstück befinden sich zugleich das benachbarte Paul Revere House sowie eine Gartenanlage.

## Architektur
Das drei Stockwerke hohe Haus wurde 1711 am North Square aus Mauerziegeln im Englischen Verband errichtet und entspricht äußerlich einer Frühform der Georgianischen Architektur. Es verfügt über einen rechteckigen Grundriss und ist nach Süden hin ausgerichtet. Zu Beginn des 19. Jahrhunderts wurde ein zweistöckiger Anbau am Westende des Gebäudes hinzugefügt.

## Historische Bedeutung
Das Pierce-Hichborn House ist nach herrschender Meinung das zweitälteste Gebäude in Boston und besitzt zudem das älteste Walmdach der Stadt, möglicherweise sogar der gesamten ehemaligen britischen Kolonien. Die Namensgebung geht auf Moses Pierce zurück, der als kunsthandwerklicher Glaser tätig war und das Grundstück von seiner Mutter erhielt, deren Vater der Erbauer des Paul Revere House John Jeffs war. Pierce entwarf die Baupläne des Hauses und wohnte dort bis 1747, als es auf William Shippard überging. 1781 wurde es von Nathaniel Hichborn erworben, einem Cousin von Paul Revere.
In der zweiten Hälfte des 19. Jahrhunderts verfiel es zusehends und wurde schließlich zu einer Mietskaserne. In den 1950er Jahren wurden umfangreiche Restaurierungen vorgenommen, bei denen rund 85 Prozent der Bausubstanz ersetzt werden mussten. Dabei wurde jedoch Wert darauf gelegt, den historischen Charakter des Hauses zu erhalten. Im heutigen Museum sind unter anderem Leihgaben des Metropolitan Museum of Art und des Museum of Fine Arts, Boston ausgestellt.